# Дом Шолайских
Дом Шолайских (пол. Kamienica Szołayskich) — историческое здание, архитектурный памятник, находящийся на Щепанской площади, 9 в краковском районе Старый город, Польша. Здание внесено в реестр охраняемых памятников Малопольского воеводства.
Строительство дома в средневековом началось в 1815 году и закончилось в 1818 году. Дом строился для супружеской четы Марцишевских. Задняя часть дома была направлена в сторону старого кладбища, которое находилось около несуществующей сегодня церкви святого Стефана. Фасад дома направлен на Щепанскую площадь.
С 1849 по 1856 год в здании находилась редакция и типография газеты «Czas». Со второй половины XIX века в доме проживал М. Вишневский, а с 1902 года здание находилось во владении Влодзимежа и Адама Шолайских.
В 1904 году дом был подарен городскому совету Кракова для организации в нём музея, который был основан в 1928 году. С 1934 года в здании размещалась коллекция польского искусствоведа Феликса Ясенского под названием «Mannghi». После Второй мировой войны в доме находилась галерея средневекового искусства.
В 1955 году фасад дома был отреставрирован по проекту архитектора Ф. Хриса.
5 апреля 1968 года дом был внесён в реестр охраняемых памятников Малопольского воеводства (№А-108).
C апреля 2004 года после очередной реставрации в доме стал действовать Музей Станислава Выспянского, который является филиалом краковского Национального музея.